# 小行星2498
小行星2498（2498 Tsesevich）是一颗围绕太阳公转的小行星。1977年8月23日，尼古拉·切爾尼赫在克里米亚发现了此天体。
該小行星以俄羅斯天文學家弗拉基米爾·普拉托諾維奇·澤塞維奇（Vladimir Platonovich Tsesevich）命名。
这颗小行星的绝对星等为1.03793等。